# متغیر مشاهده‌پذیر
هر کمیتی را که بتوان به صورت مستقیم و تجربی اندازه‌گیری کرد 'متغیر مشاهده‌پذیر یا متغیر مشاهده عینی می‌گوییم. به عنوان مثال مکان یک ذره یک متغیر مشاهده‌پذیر است چون مستقیماً قابل اندازه‌گیری است امّا تکانه یک ذره مشاهده‌پذیر فیزیکی نیست چرا که به واسطه یک فرمول ریاضی مفهوم آن خلق می‌شود و نمی‌توان آن را مستقیم در طبیعت اندازه گرفت. این مفهوم ابتدا یک مفهوم آماری بود که به دلیل بنیان مکانیک کوانتومی بر پایه آمار در فیزیک بیان شد. در علم آمار متغیر مشاهده‌پذیر یا کمیّت مشاهده‌پذیر کمیّتی است که بتوان آن را به شکل مستقیم مشاهده کرد و اندازه گرفت. این مفهوم در مقابل مفهوم متغیر پنهان در آمار قرار دارد.